# حكومة إقليم كردستان
حكومة إقليم كردستان العراق هي السلطة التنفيذية للقرارات التي يسنها المجلس الوطني الكردستاني لإقليم كردستان في العراق (البرلمان).
تشكلت حكومة إقليم كردستان العراق عام 1992م من قبل المجلس الوطني الكردستاني (البرلمان)، وهو أول برلمان منتخب بشكل ديمقراطي في إقليم كردستان والعراق، بعد إقامة منطقة الحظر الجوي لحماية الكرد من الغارات الجوية للنظام العراقي السابق عام 1991م.

## رئاسة الحكومة
يترأس الحكومة الحالية السيد نيجيرفان إدريس البارزاني، الذي تولى رئاسة مجلس الوزراء في 7 أيار عام 2006م، وهي حكومة ائتلافية تضم عددا من الاحزاب السياسية. التحالف يعكس تنوع المجتمع الكردستاني، وهم الكلدان والآشوريين والتركمان والكرد وغيرهم الذين يعيشون معا في انسجام وتسامح.

## أطراف الإئتلاف الحكومي
الأطراف في الائتلاف الحكومي هما: الحزب الديمقراطى الكردستانى والاتحاد الوطني الكردستاني وحزب كادحي كردستان والحزب الاشتراكي الكردستاني والاتحاد الإسلامي الكردستاني والحزب الشيوعي الكردستاني والجماعة الإسلامية وحزب الإخاء التركماني. ومن بين أعضاء مجلس الوزراء هناك عدد من الكلدان والآشوريين ومن الكرد الفيليين والكرد الأيزيديين والتركمان.
كان للإقليم إدارتان حيث كانت هناك إدارة في السليمانية تدار من قبل الاتحاد الوطني الكردستاني، في حين كان الحزب الديمقراطي الكردستاني مسؤولا عن إدارة أربيل «هولير» ودهوك. وتماشياَ مع رغبات شعب كردستان والأحزاب السياسية في الإقليم توصل الحزبان الديمقراطي الكردستاني والاتحاد الوطني الكردستاني إلى اتفاقية تأريخية لتوحيد إدارتي حكومة إقليم كردستان وذلك يوم 21/1/2006. النص الكامل للإتفاقية التأريخية لتوحيد إدارتي حكومة إقليم كردستان.
كما تتألف الحكومة الحالية من 27 وزارة وهناك 9 وزراء بدون حقيبة، ومركزها مدينة أربيل «هولير» عاصمة إقليم كردستان، وتضم محافظات أربيل ودهوك والسليمانية.

## تاريخ الحكومة
إكتسبت حكومة إقليم كردستان العديد من الخبرات والتجارب على مر التشكيلات الوزارية المتعاقبة، وبعد سقوط النظام العراقي السابق عام 2003م، تم توحيد إدارتين لحكومة إقليم كردستان عام 2006م، للإعلان عن التشكيلة الوزارية الخامسة، وكان رئيس الوزراء الحالي، نيجيرفان بارزاني، رئيساً لها. تم في عهد هذه التشكيلة إنجاز العديد من المشاريع في السنين الماضية مثل بناء المطارات الدولية وتبني سياسة للنفط والغاز وإعادة بناء وتعزيز البنية التحتية للإقليم، فضلاً عن تنمية العلاقات مع المجتمع الدولي وتمويل العديد من المشاريع الاقتصادية والاجتماعية في الإقليم.
وفي عهد التشكيلة الوزارية السادسة بإدراة برهم أحمد صالح، تم تحقيق العديد من المكاسب والمنجزات الأخرى وتطوير عدد من القطاعات ذات العلاقة بالإسكان والتعليم العالي والشفافية الحكومية. وفي عهد التشكيلة السابعة تم تحقيق العديد من المنجزات الستراتيجية مثل تطوير قطاع النفط والغاز، والتدفق السريع للإستثمار الأجنبي إلى الإقليم.

## تشكيلة الحكومة
أسماء وزراء حكومة إقليم كردستان الكابينة الثامنة التي تم المصادقة عليها من قبل برلمان إقليم كردستان بتاريخ يوم الأربعاء 18 حزيران 2014.
| الوزارات والدوائر                                    | وزير                                 |
|                                                      |                                      |
| رئيس الوزراء                                         | نيجيرفان إدريس بارزاني               |
| نائب رئيس الوزراء                                    | قوباد طالباني                        |
| وزارة الزراعة والثروات المائية                       | عبدالستار مجيد                       |
| وزارة الثقافة والشباب                                | خالد دوسکي                           |
| وزارة التربية                                        | بشتيوان صادق عبد الله                |
| وزارة الكهرباء                                       | صلاحدين بابکر                        |
| وزارة الاوقاف والشؤون الدينية                        | کمال موسليم                          |
| وزارة المالية والاقتصاد                              | ريباز محمد                           |
| وزارة الصحة                                          | ريكوت حمه رشيد                       |
| وزارة التعليم العالي والبحث العلمي                   | د. یوسف صمد لطف الله (د. يوسف گوران) |
| وزارة الإعمار والاسكان                               | دەرباز کوسرت رسول                    |
| وزارة العدل                                          | سنان عبد الخالق چلبي                 |
| وزارة الداخلية                                       | كريم سنجاري                          |
| وزارة العمل والشؤون الاجتماعية                       | محمد قادر                            |
| وزارة الشؤون الشهداء والمؤنفلين                      | محمود حاج سالح                       |
| وزارة البلديات والسياحة                              | نوروز مولود امين                     |
| وزارة الثروات الطبيعية                               | اشتي هورامي                          |
| وزارة الشؤون البيشمركة                               | مصطفى سيد قادر                       |
| وزارة التخطيط                                        | علي السندي                           |
| وزارة التجارة والصناعة                               | سامال سردار                          |
| وزارة النقل والمواصلات                               | جونسون سياوش                         |
| وزير إقليم - لشؤون البرلمان                          | مولود مراد محيدين                    |
| وزير إقليم - للشؤون البيئة                           | عبد الرحمن عبد الرحيم                |
|                                                      |                                      |
| رئيس ديوان رئاسة الإقليم                             | فؤاد حسين                            |
| دائرة العلاقات الخارجية                              | فلاح مصطفى بكر                       |
| دائرة الإعلام والمعلومات / متحدث الحكومة             | سفين محسن دزيي                       |
| رئيس ديوان مجلس الوزراء                              | نيجيرفان أحمد                        |
| سكرتارية مجلس الوزراء                                | آمانج رحيم                           |
| هيئة الاستثمار                                       |                                      |
| دائرة التنسيق والمتابعة                              | د. نوري عثمان عبد الرحمن             |
| الهيئة العامة للمناطق الكردستانية خارج إدارة الاقليم | نصر الدين سعيد سندي                  |
| المجلس الأعلی لشؤون المرأة                           | پخشان عبد الله زنگنە                 |

## شخصيات من الحكومة
- نيجيرفان بارزاني رئيس الحكومة الحالية ولد عام 1966 في قرية بارزان، وهو حفيد مؤسس الحزب الديمقراطي الكردستاني القائد الخالد مصطفى البارزاني. اهتم بالشؤون السياسية في إقليم كردستان منذ ما يقارب 25 عام اضطر إلى الهجرة إلى إيران مع عائلته بجانب الآلاف من أبناء الشعب الكردي عام 1975 بسبب سياسات نظام صدام القمعي، وهناك درس العلوم السياسية في جامعة طهران. أصبح ناشطاً في صفوف الحركة التحررية الكردية وتقدم بسرعة في صفوف الحزب الديمقراطي الكردستاني. نال شرف عضوية المكتب السياسي للحزب الديمقراطي الكردستاني في المؤتمر العاشر للحزب عام 1989 وأعيد انتخابه في المؤتمر الثاني عشر للحزب والمنعقد في عام 1999. عام 1996 عين نائباَ لرئيس الوزراء في حكومة إقليم كردستان. عندما عين رئيساَ لمجلس الوزراء عام 1999، شرع في برنامج نشط في تحسين رفاهية المجتمع في آذار عام 2006 انتخب كأول رئيس وزراء في حكومة إقليم كردستان الموحدة تحت قيادته أصبحت حكومة الإقليم حكومة علمانية ديمقراطية تعددية، تتطلع إلى رؤية لمجتمع حر ومزدهر حيث تعمل الحكومة على التنمية واسعة النطاق وتنفيذ برامج وخدمات عامة والتي من شانها تحسين حياة الشعب الكردستاني في الإقليم، بالإضافة إلى تحرير النظم السياسية والاقتصادية لإقليم كردستان. السيد نيجيرفان بارزاني متزوج وله طفلان، ويجيد اللغتين الكردية والفارسية وله إلمام بالعربية والإنكليزية وهو مولع بالشعر والكردي والفارسي. تنقل في الشرق الأوسط وأوروبا والولايات المتحدة الأمريكية، واجتمع مع عدد من رؤساء الدول وكبار المسؤولين الحكوميين.
- عماد احمد سيفور سياسي كردي يشغل منصب نائب رئيس مجلس الوزراء في حكومة إقليم كردستان. من مواليد مدينة خانقين سنة 1955 حاصل على الشهادة الجامعية.. وبعد أن توحدت إدارتا أربيل والسليمانية بعد 1998 شغل مناصب وزارية أهمها نائب رئيس الحكومة في الحقيبة الوزارية الخامسة وهو يشغل نفس الحقيبة في الوزارة الحالية السابعة. يعرف عنه بأنه نشيط ومتفتح وصريح.
- قباد طالباني يشغل منصب نائب رئيس الوزراء حاليا وهو نجل الرئيس العراقي السابق جلال الطالباني.[6]
- برهم أحمد صالح سياسي كردي عراقي ولد عام 1960 في مدينة السليمانية. شغل منصب رئيس حكومة إقليم كردستان 2010-2012. متزوج وله ولد وبنت.. حاصل على شهادة البكالوريوس في الهندسة المدنية من جامعة كارديف عام 1983 ومن ثم شهادة الدكتوراه في الإحصاء والتطبيقات الهندسية في الكومبيوتر من جامعة ليفربول عام 1987. كما عمل بعد تخرجه كمستشارا هندسيا في إحدى الشركات الاستشارية في المملكة المتحدة. انضم سرا إلى صفوف الاتحاد الوطني الكردستاني (PUK) أواخر عام 1976 ومن ثم أصبح عضوا في تنظيمات أوروبا ومسؤولا عن مكتب العلاقات الخارجية للاتحاد في العاصمة البريطانية – لندن. تم انتخابه عضوا في قيادة الاتحاد في أول مؤتمر للحزب عام 1992 حيث تم تكليفه بمهمة إدارة مكتب الاتحاد الوطني الكردستاني في الولايات المتحدة الأمريكية، كما أصبح ممثلا لأول حكومة في إقليم كردستان لدى الولايات المتحدة الأمريكية. كان له دورا بارزا في التعريف بقضية الكرد ومعاناة الشعب العراقي في دوائر واروقة صنع القرار. شغل منصب رئيس حكومة إقليم كردستان للفترة من كانون الثاني 2001 وحتى منتصف 2004. وبعد سقوط نظام حزب البعث في العراق، تولى منصب نائب رئيس مجلس الوزراء في الحكومة العراقية المؤقتة عام 2004، ومن ثم وزيرا للتخطيط في الحكومة العراقية الانتقالية عام 2005 ونائبا لرئيس مجلس الوزراء في أول حكومة منتخبة عام 2006 حيث تولى مهمة الملف الاقتصادي رئيسا للجنة الاقتصادية. أطلق عن الحكومة العراقية مبادرة العهد الدولي مع العراق والتي كانت ميثاقا للإلتزامات المتبادلة بين العراق والمجتمع الدولي تهدف إلى مساعدة العراق في النهوض بواقع القطاعات الأمنية والسياسية والاقتصادية والاجتماعية ومساعدة العراق في التخلص من الديون المتربة عليه جراء سياسات النظام السابق. أسس الجامعة الأمريكية في العراق – السليمانية ويشغل منصب رئيس مجلس أمنائها حاليا. له نشاطات في المجال الثقافي ودعم نشاطات المجتمع المدني حيث ترأس هيثة أمناء الملتقى العراقي، وهو لقاء ديمقراطي عراقي يضم شخصيات وطنية وثقافية ووجهاء من أطياف المجتمع العراقي ويضم الملتقى منظمة واعدون ومشروع هيوا لدعم الطلبة المتميزين في الجامعات العراقية في بغداد وجنوب العراق وكردستان.